# Masahiro Ohashi
Masahiro Ohashi (Kanagawa, 23 juni 1981) is een Japans voetballer.

## Carrière
Masahiro Ohashi speelde tussen 1999 en 2011 voor Yokohama F. Marinos, Mito HollyHock, Albirex Niigata, Tokyo Verdy, Kawasaki Frontale en Gangwon FC. Hij tekende in 2012 bij Matsumoto Yamaga FC.